# 铁线蕨叶人字果
铁线蕨叶人字果（学名：Dichocarpum adiantifolium），又名台湾人字果，为毛茛科人字果属下的一个种。

## 扩展阅读
- 維基物種上的相關：铁线蕨叶人字果